# إد دالي
إد دالي (بالإنجليزية: Ed Daly) هو شخصية أعمال أمريكي، ولد في 22 نوفمبر 1922، وتوفي في 21 يناير 1984.